# Raiffeisenbank Scharrel
Die Raiffeisenbank eG (im Außenauftritt Raiffeisenbank eG Scharrel) ist eine deutsche Genossenschaftsbank mit Sitz im Ortsteil Scharrel in der niedersächsischen Gemeinde Saterland im Landkreis Cloppenburg.

## Geschichte
Die Spar- und Darlehnskasse eGmuH Scharrel wurde am 24. April 1898 gegründet und in das Genossenschaftsregister beim Amtsgericht Friesoythe eingetragen. An der Gründungsversammlung nahmen über 30 Personen teil, 22 von ihnen unterschrieben das erste Statut der neu gegründeten Spar- und Darlehnskasse. Im ersten Vorstand saßen der Landmann Wilhelm Meenens (Direktor), der Lehrer Heinz Schraad (Rendant) und der Landmann Heinrich Beiter. In der Generalversammlung am 9. Juni 1898 stimmten die Mitglieder der Anschaffung eines Geldschrankes zu. Die Kreditgenossenschaft nahm anschließend ihre Geschäfte auf.
Die Mitgliederzahl stieg bis 1902 auf 62 an. Am 31. Dezember 1925 waren 177 Personen in das Mitgliederverzeichnis eingetragen. In ihrer Generalversammlung stimmte die Genossenschaft am 31. März 1952 der Umwandlung in eine Genossenschaft mit beschränkter Haftpflicht zu. Im darauf folgenden Jahr, am 4. Mai 1953, beschloss die Versammlung die Umfirmierung in Raiffeisenkasse Scharrel eGmbH. Gleichzeitig stimmten die Mitglieder der Verschmelzung mit der Landwirtschaftlichen Bezugsgenossenschaft eGmbH Scharrel als übertragende Genossenschaft zu. 
Das Geschäftsjahr 1967 schloss die Raiffeisenkasse eGmbH Scharrel bereits mit einer Bilanzsumme von rund 7 Millionen DM ab, um am 31. Dezember 1971 mit der Spar- und Darlehnskasse eG Ramsloh mit dem Sitz in Ramsloh unter der neuen Firmierung Raiffeisenbank eG Scharrel zu verschmelzen. In der Generalversammlung am 27. Juni 1997 wurde einer Verschmelzung mit der Raiffeisenbank Elisabethfehn eG (ehemals als Raiffeisenbank mit Warenverkehr eGmbH Elisabethfehn firmierend) mit dem Sitz in Elisabethfehn zugestimmt.

## Rechtsverhältnisse
Die Raiffeisenbank eG ist im Genossenschaftsregister beim Amtsgericht Oldenburg (Oldenburg) unter GnR 150022 eingetragen.

## Organisationsstruktur
Rechtsgrundlagen sind das Genossenschaftsgesetz und die durch die Generalversammlung beschlossene Satzung. Organe der Bank sind der Vorstand, der Aufsichtsrat und die Generalversammlung.

## Sicherungseinrichtung
Die Raiffeisenbank eG ist der amtlich anerkannten Sicherungseinrichtung des Bundesverbandes der Deutschen Volksbanken und Raiffeisenbanken GmbH und der zusätzlichen freiwilligen Sicherungseinrichtung des Bundesverbandes der Deutschen Volksbanken und Raiffeisenbanken e.V. angeschlossen.

## Geschäftsausrichtung
Die Raiffeisenbank eG betreibt das Universalbankgeschäft und sieht sich als eigenständige und lokal tätige Genossenschaftsbank, deren Ziel die Entwicklung und Förderung des Saterlandes sowie Elisabethfehns ist. Als Genossenschaftsbank gehört die Bank ihren Mitgliedern. Die Mitwirkung und Einflussnahme der Mitglieder am Geschäftsgeschehen und die damit verbundene offene Informationspolitik kennzeichnen das genossenschaftlich demokratische Selbstverständnis (ein Mitglied – eine Stimme). 
Im Verbundgeschäft arbeitet sie mit der DZ Bank, R+V Versicherung, Bausparkasse Schwäbisch Hall, Teambank, VR Leasing, DZ Hyp und der Union Investment zusammen.

## Geschäftsgebiet
Das Geschäftsgebiet liegt im Norden des Landkreises Cloppenburg.
An diesen Orten betreibt die Bank Filialen:
- Scharrel (Hauptstelle, jur. Sitz)
- Sedelsberg (Geschäftsstelle)
- Ramsloh (Geschäftsstelle)
- Elisabethfehn (Geschäftsstelle)